# Antimon tetroksid
Antimon tetroksid je neorgansko jedinjenje sa formulom Sb2O4. Ovaj materijal, koji se javlja kao mineral cervantit. On je bele boje, ali reverzibilno postaje žut pri zagrevanju. Njegova empirijska formula je SbO2. Ovo jedinjenje sadrži dve vrste Sb centera.

## Formiranje i struktura
Ovaj materijal se formira zagrevanjem Sb2O3 na vazduhu:
Sb2O3  +  0.5 O2  →  Sb2O4  ΔH = −187 kJ/mol
Na 800 °C, antimon(V) oksid gubi kiseonik i formira se antimon tetroksid:
Sb2O5  →  Sb2O4  +  0.5 O2  ΔH = −64 kJ/mol
Ovaj material ima mešovitu valencu. On se sastoji od Sb(V) i Sb(III) centera. Dva polimorfa su poznata, jedan je ortoromban (prikazan u infokutiji), a drugi je monokliničan. Obe forme sadrže oktaedralne Sb(V) centre uređene u ploče sa Sb(III) centrima vezanim za četiri kiseonika.